# Mounir Laouar
Mounir Laouar est un footballeur international algérien né le 25 mars 1963 à Taher (Jijel). Il occupe le poste de gardien de but.
Il compte une seule sélection en équipe nationale en 1991.

## Biographie
Mounir Laouar reçoit une seule sélection en équipe d'Algérie en 1991. Il joue son seul match en équipe nationale le 16 décembre 1991, contre le Sénégal (victoire 3-1).

## Palmarès
- Ligue 2  en 1988 avec le MO Constantine.

- Champion d'Algérie en 1991 avec le MO Constantine.
- Champion d'Algérie en 1994 avec le US Chaouia
- Champion d'Algérie en 1997 avec le CS Constantine.

- 2e tour Ligue des champions de la CAF avec le MO Constantine.